# Кобища Валентин Володимирович
Валентин Володимирович Кобища (нар. 14 квітня 1959, с. Красне, Одеська область, УРСР) — радянський футболіст, захисник, російський фотокореспондент.

## Життєпис
Уродженець Одеської області, у 1977-1980 роках перебував у складі одеського «Чорноморця», але грав тільки за дубль. У 1980 році опинився в одеському СКА, де провів рік, виступаючи в першості першої ліги — 38 матчів. У середині 1981 року перейшов у ЦСКА, в складі якого зіграв 46 матчів, відзначився одним голом у вищій лізі; провів два матчі в 1/32 Кубка УЄФА 1981/82 проти австрійського «Штурму» (Грац). У 1985-1990 роках виступав за «Іскру» (Смоленськ), у першостях першої та другої ліги зіграв 174 матчі, відзначився 16 голами. У розіграші Кубка СРСР 1984/85 разом з командою дійшов до півфіналу.
У 1984 році, після народження сина, захопився фотографіє. Після закінчення кар'єри гравця почав працювати в газеті «Красная звезда» літературним співробітником відділу спорту й фотокореспондентом. З кінця 1990-х років працює в прес-службі ЦСКА.